# Oligodon vertebralis
Oligodon vertebralis är en ormart som beskrevs av Günther 1865. Oligodon vertebralis ingår i släktet Oligodon och familjen snokar. Inga underarter finns listade i Catalogue of Life.
Denna orm förekommer på östra Borneo. Det finns även några fynd från Filippinerna. Arten lever i låglandet och i kulliga områden upp till 600 meter över havet. Habitatet utgörs av fuktiga skogar. Individerna gräver i lövskiktet och i det översta jordlagret. Honor lägger antagligen ägg.
Beståndet hotas troligtvis av skogarnas omvandling till jordbruksmark. Populationens storlek är okänd. IUCN kategoriserar arten globalt som otillräckligt studerad.